# Il Calabrone Verde (serie televisiva)
Il Calabrone Verde (The Green Hornet) è una serie televisiva statunitense trasmessa dal 1966 al 1967 dal canale ABC e prodotta per una singola stagione.
La serie è rimasta nota per aver reso celebre a Hong Kong l'attore Bruce Lee nel ruolo di Kato, l'assistente del protagonista. In America non ebbe subito successo ma diventò oggetto di culto dopo la fama postuma di Lee. Nella serie, in cui spesso gli episodi affrontano temi quali la mafia, le triadi e la droga, Van Williams interpreta il Calabrone Verde e Bruce Lee riveste il ruolo di Kato. La sigla di inizio è a firma di Billy May.

## Personaggi
- Britt Reid/Calabrone Verde: combatte contro il crimine indossando una mascherina ed un cappello verde. Nella vita quotidiana è un editore di giornali. Grazie al suo giornale, può far risaltare le sue imprese, gonfiando a dovere la sua vera forza, e aumentando la sua reputazione come boss criminale. In questo modo può infiltrarsi nelle bande criminali e distruggerle dall'interno.
- Kato: è l'autista e la guardia del corpo del Britt Reid; donò a quest'ultimo una maschera per aiutarlo nelle sue imprese da Calabrone Verde.
- Lenore "Casey" Case: è la segretaria di Britt Reid.
- Mike Axford: è un ex poliziotto che era stato originariamente assunto dal padre di Britt come guardia del corpo del figlio. Successivamente è diventato un reporter.

## Episodi
La prima e unica stagione de Il Calabrone Verde comprende 26 episodi.
| Stagione       | Episodi | Prima TV originale | Prima TV Italia |
| -------------- | ------- | ------------------ | --------------- |
| Prima stagione | 26      | 1966-1967          | 1988            |